# Hanover (Indiana)
Hanover város az Amerikai Egyesült Államok Indiana államában, Jefferson megyében. Lakosainak száma 3743 fő (2020. április 1.).

## Népesség
A település népességének változása:

| 2010 | 3 546 |
| 2020 | 3 743 |